# مورین هرمان
مورین هرمان (زاده ۲۵ ژوئیه ۱۹۶۶) نویسنده و نوازنده آمریکایی است که از سال ۱۹۹۲ تا ۱۹۹۶ و از ۲۰۱۴ تا اوت ۲۰۱۵ به عنوان نوازنده باس گروه بیبز در مینیاپولیس در تویلند شناخته می‌شود.
هرمن در ۲۵ ژوئیه ۱۹۶۶ در فیلادلفیا به دنیا آمد، اما در لیبرتیویل، ایلینوی بزرگ شد، 